# Dynasty IT
Dynasty IT – elektryczny samochód osobowy klasy miejskiej produkowany pod kanadyjską marką Dynasty w latach 2001–2006.

## Historia i opis modelu

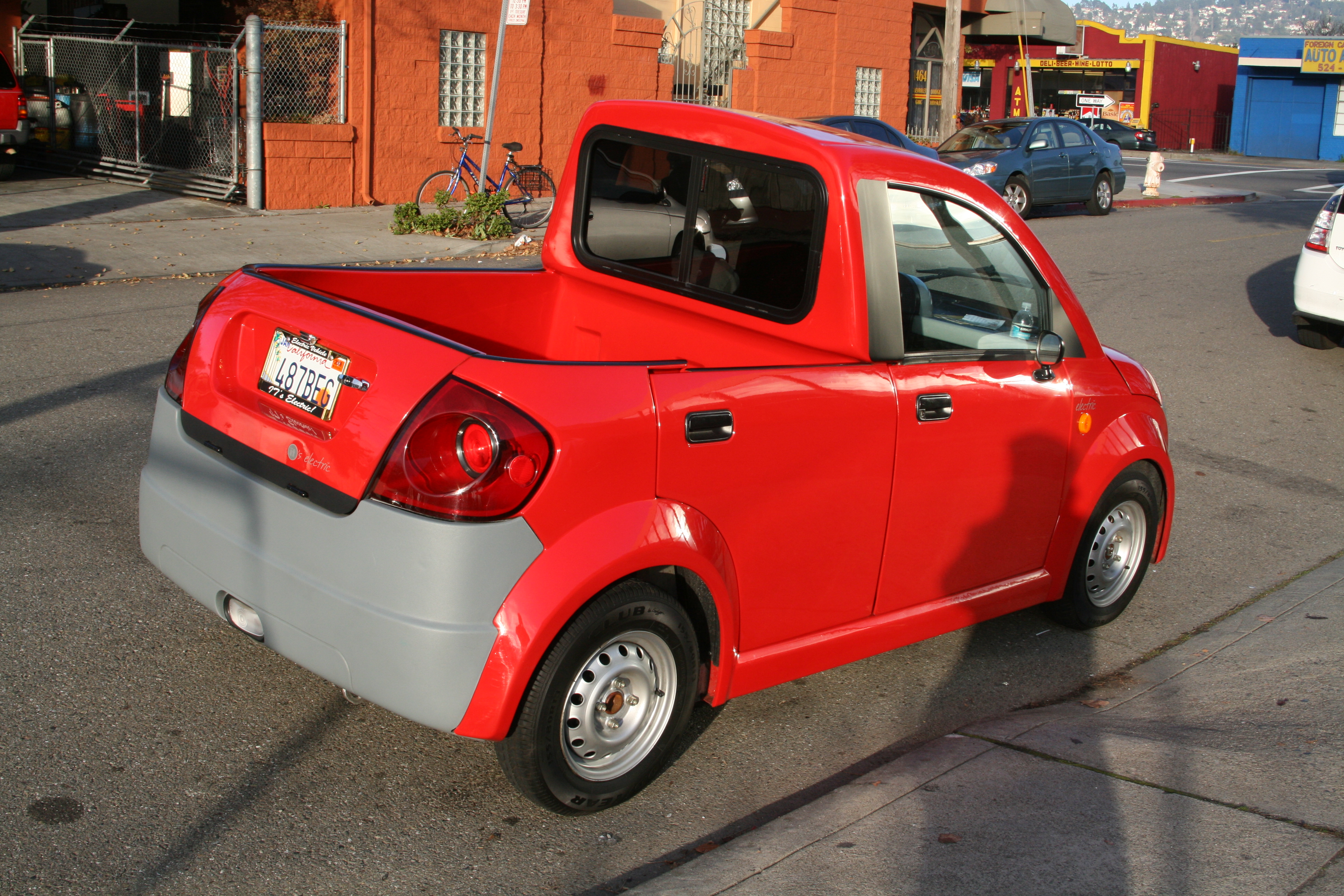
Dynasty IT Pickup - tył

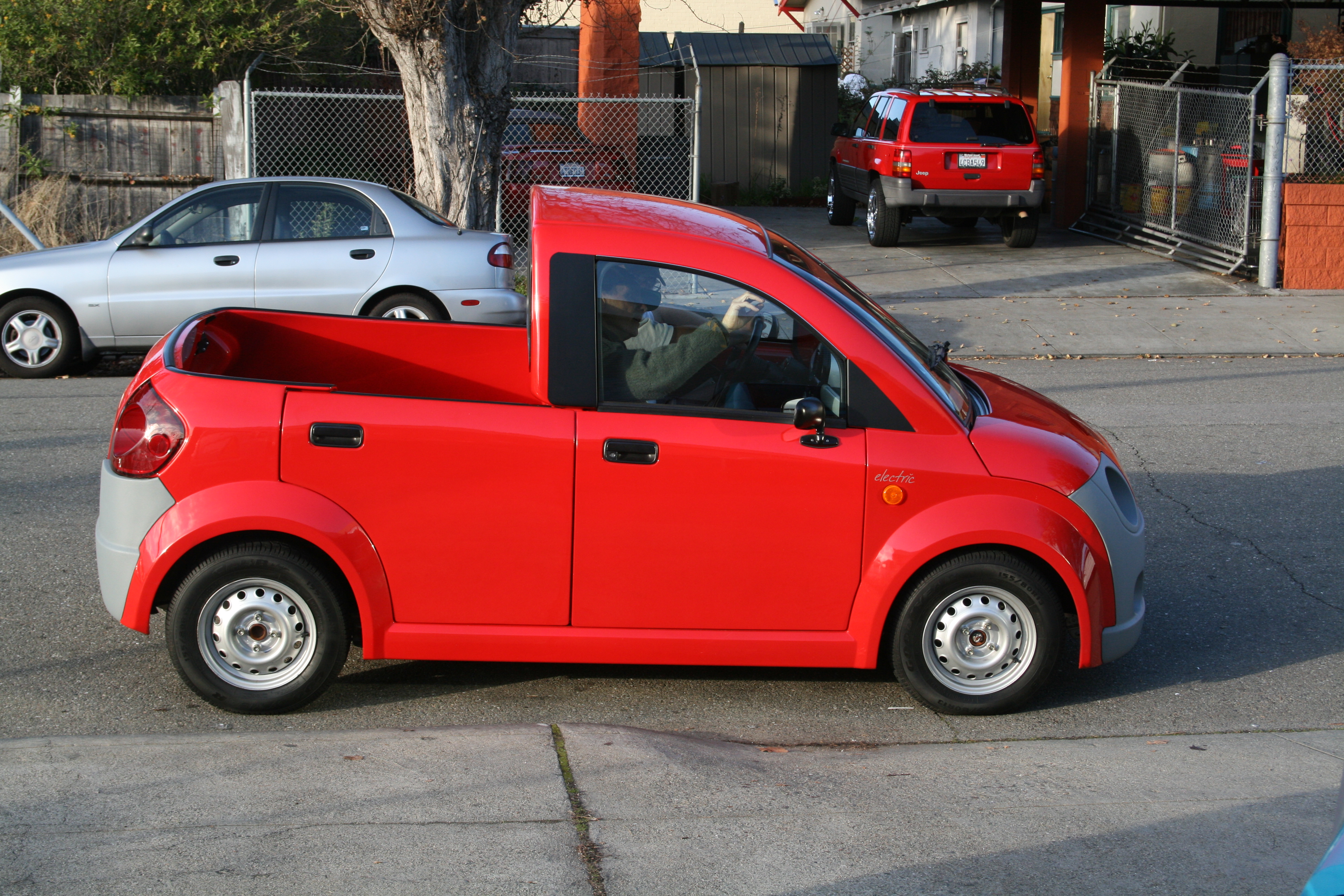
Dynasty IT Pickup - sylwetka

W 2001 roku kanadyjskie przedsiębiorstwo Dynasty rozpoczęło produkcję niewielkiego miejskiego samochodu elektrycznego własnej konstrukcji o nazwie IT. Samochód zyskał zaokrąglone nadwozie z dwubarwnym malowaniem nawozia i łukowato ukształtowanymi elementami, dostępnym zarówno jako 5-drzwiowy hatchback, jak i 2-drzwiowy pickup z przedziałem transportowym za pierwszym rzędem siedzeń.
Przód zwieńczyły halogenowe reflektory o okrągłym kształcie, z kolei wykonane z aluminium podwozie posłużyło za podstawę, do której przymocowana została lekka karoseria wykonana z włókna szklanego dostępna w różnych kolorach.

### Sprzedaż
Dynasty IT oferowany był zarówno na rodzimym rynku kanadyjskim, jak i w sąsiednich Stanach Zjednoczonych. Cena pojazdu wynosiła w Kanadzie 5 tysięcy dolarów, a w ciągu 6 lat produkcji Dynasty było w stanie sprzedać 200 sztuk elektrycznego IT. Dalsze plany produkcyjne pokrzyżowały zmiany prawne dotyczące prędkości pojazdów, z kolei w 2008 roku prawa do produkcji kupiło pakistańskie Karakoram Motors - bez powodzenia.

### Dane techniczne
Dynasty IT było samochodem elektrycznym niskich prędkości, nazywanym w amerykańskim i kanadyjskim prawodawstiwe jako tzw. neighborhood electric vehicle. W ten sposób, samochód nie przekraczał prędkości większej niż 40 km/h, będąc pojazdem typowo miejskim. Akumulator kwasowo-ołowiowy pozwalał przejechać na jednym ładowaniu maksymalnie 50 kilometrów.